# Коньске
Коньске или Конск (пол. Końskie) — город в Польше, входит в Свентокшиское воеводство, Коньский повят. Имеет статус городско-сельской гмины. Занимает площадь 17,68 км². Население — 22 300 человек (на 2005 год).

## История

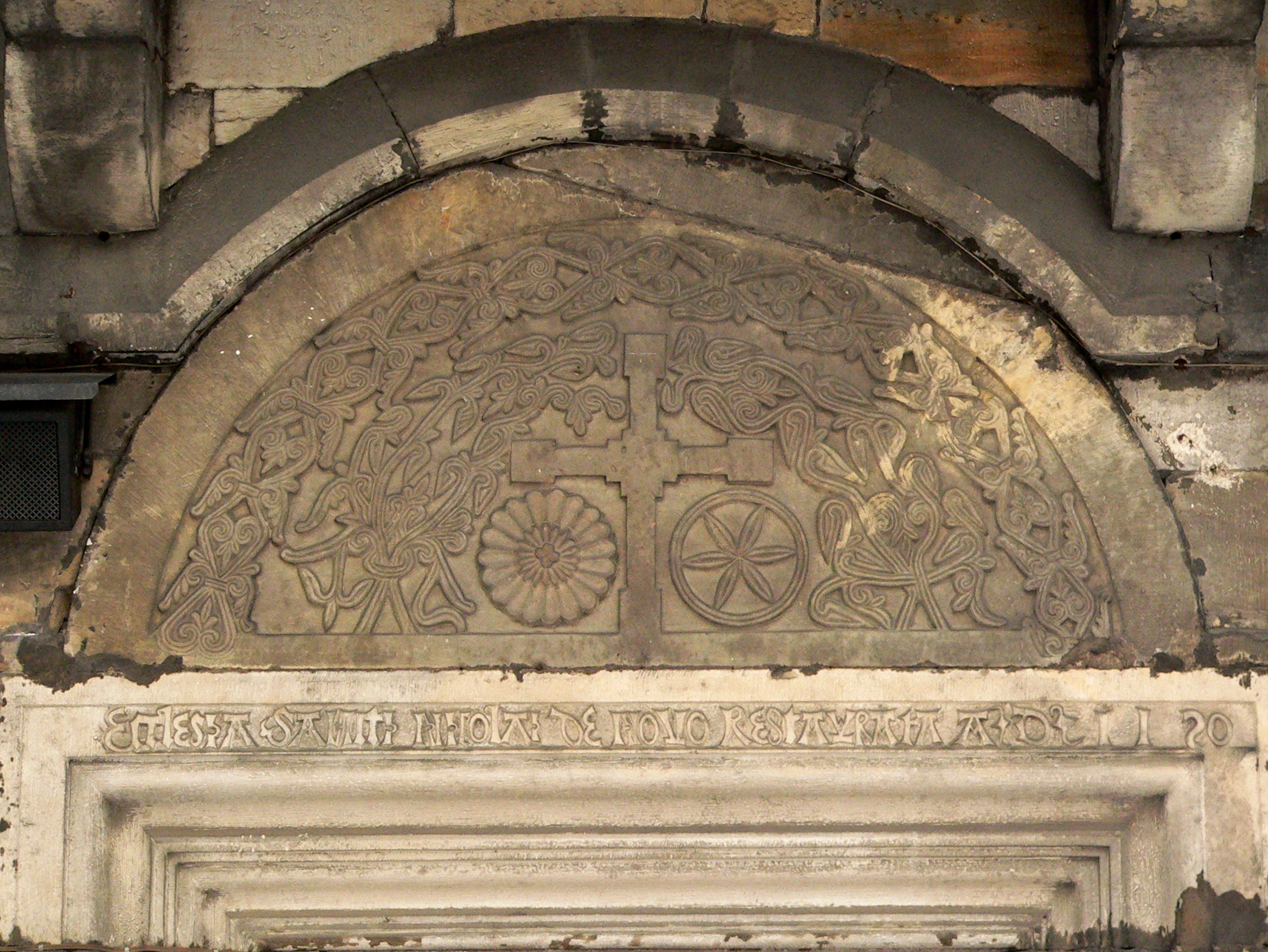
Романский тимпан над южной боковой дверью церкви святого Николая и святого Адальберта

Один из старейших городов воеводства. Самое старое поселение на этом месте относится к XI веку. Захоронения, относящиеся к раннему периоду, обнаружены в 1925 году в северной части современного города. В исторических источниках Конск впервые упоминается в 1124 году в записи, которая указывает, что владельцем поселения был Прандота из Прандоцина, основатель рода Одровонж.
Следующие несколько веков поселение принадлежало его потомкам. В 1220—1224 Иво Одровонж, епископ краковский, основал в Конске приход и построил церковь святого Николая в романском стиле. В XV веке старая церковь была разрушена, и в 1492—1520 годах вместо неё была возведена новая церковь святого Николая и святого Адальберта в готическом стиле, в оформлении которой были использованы некоторые элементы старой романской.
30 декабря 1748 года Конск получил права города от короля Августа III.

## Города-побратимы
- Могилёв-Подольский

## Фотографии

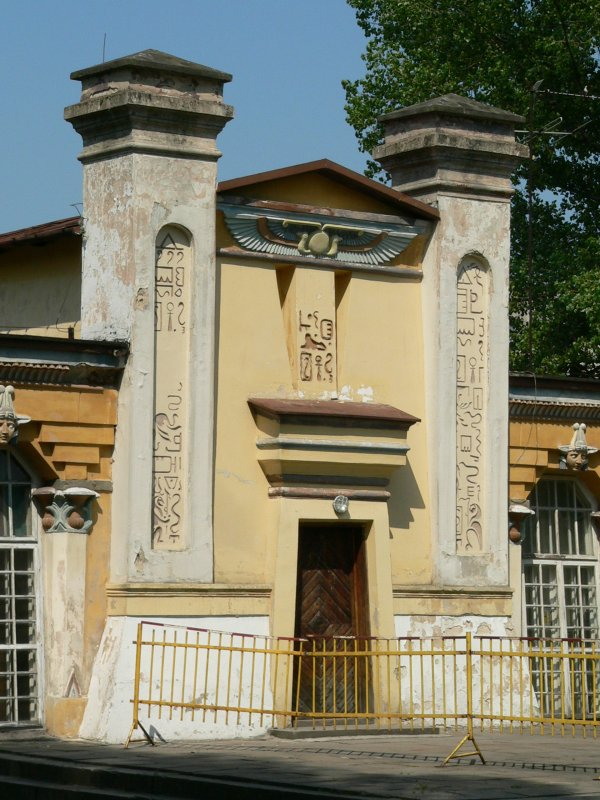
Египетская оранжерея
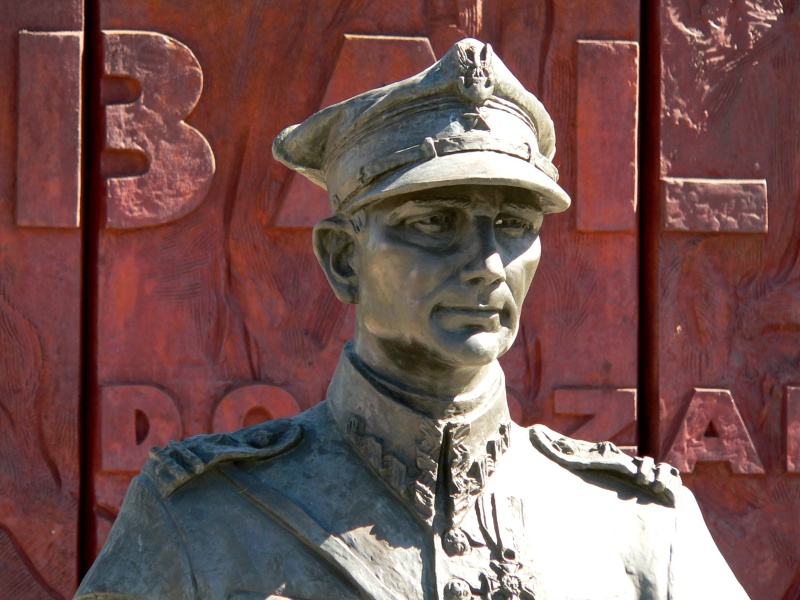
Памятник Хенрику Добжаньскому